# Oligotrichum obtusatum
Oligotrichum obtusatum là một loài rêu trong họ Polytrichaceae. Loài này được Broth. mô tả khoa học đầu tiên năm 1929.